# Deutsche Einband-Meisterschaft 2022/23

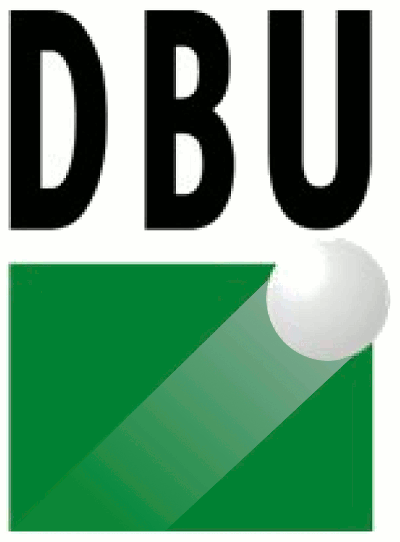
Verbandslogo: DBU

Veranstaltungsort: Herten

Die Deutsche Einband-Meisterschaft 2022/23 ist eine Billard-Turnierserie und fand vom 20. bis zum 21. Mai 2023 in Herten zum 68. Mal statt.

## Geschichte
Für den Hamburger Arnd Riedel, der aus familieren Gründen die Meisterschaft absagen musste, spielte der Oberhausener Uwe Matuszak. Der Schwelmer Markus Melerski gewann ungeschlagen seinen dritten deutschen Meistertitel im Einzel am großen Billard. Die beiden ersten gewann er 2003 und 2009 in der Freien Partie. Am kleinen Billard gewann Markus Melerski 2000 ebenfalls in der Freien Partie. Daneben wurde er zweimal Deutscher Mannschaftsmeister, 2011 mit den Bfr. Weitmar 09 aus Bochum sowie 2019 mit dem BC Hilden.
Mit allen Turnierbestleistungen wurde Sven Daske Zweiter vor dem Titelverteidiger Markus Dömer.

## Modus
Gespielt wurde im Round-Robin-Modus bis 120 Punkte oder 25 Aufnahmen.
Die Endplatzierung ergab sich aus folgenden Kriterien:
1. Matchpunkte
2. Generaldurchschnitt (GD)
3. Bester Einzeldurchschnitt (BED)
4. Höchstserie (HS)

## Teilnehmer (nach Ausgangsklassement)

Ausrichter: GT Buer

1. Markus Dömer (BC Weywiesen) (Titelverteidiger)
2. Roland Gries (SB Horst) (GD 6,38)
3. Markus Melerski (Bfr. Schwelm) (GD 5,90)
4. Sven Daske (SCB Langendamm) (GD 5,13)
5. Uwe Matuszak (Bfr. Sterkrade) (Nachrücker für Arnd Riedel)

## Turnierverlauf
| Name            | MP  | Pkte | Aufn. | ED   | HS |
| --------------- | --- | ---- | ----- | ---- | -- |
| 1. Spielrunde   |     |      |       |      |    |
| Roland Gries    | 0:2 | 82   | 20    | 4,10 | 19 |
| Sven Daske      | 2:0 | 120  | 20    | 6,00 | 38 |
| Markus Melerski | 2:0 | 96   | 25    | 3,84 | 27 |
| Uwe Matuszak    | 0:2 | 44   | 25    | 1,76 | 18 |

| Name            | MP  | Pkte | Aufn. | ED   | HS |
| --------------- | --- | ---- | ----- | ---- | -- |
| 2. Spielrunde   |     |      |       |      |    |
| Markus Dömer    | 2:0 | 83   | 25    | 3,32 | 29 |
| Uwe Matuszak    | 0:2 | 43   | 25    | 1,72 | 14 |
| Roland Gries    | 0:2 | 65   | 25    | 2,60 | 14 |
| Markus Melerski | 2:0 | 113  | 25    | 4,52 | 30 |

| Name            | MP  | Pkte | Aufn. | ED   | HS |
| --------------- | --- | ---- | ----- | ---- | -- |
| 3. Spielrunde   |     |      |       |      |    |
| Markus Dömer    | 0:2 | 95   | 18    | 5,28 | 20 |
| Roland Gries    | 2:0 | 120  | 18    | 6,67 | 22 |
| Markus Melerski | 2:0 | 80   | 25    | 3,20 | 15 |
| Sven Daske      | 0:2 | 66   | 25    | 2,64 | 14 |

| Name          | MP  | Pkte | Aufn. | ED    | HS |
| ------------- | --- | ---- | ----- | ----- | -- |
| 4. Spielrunde |     |      |       |       |    |
| Markus Dömer  | 0:2 | 71   | 12    | 5,92  | 18 |
| Sven Daske    | 2:0 | 120  | 12    | 10,00 | 29 |
| Roland Gries  | 0:2 | 99   | 21    | 4,71  | 19 |
| Uwe Matuszak  | 2:0 | 120  | 21    | 5,71  | 30 |

| Name            | MP  | Pkte | Aufn. | ED    | HS |
| --------------- | --- | ---- | ----- | ----- | -- |
| 5. Spielrunde   |     |      |       |       |    |
| Markus Dömer    | 0:2 | 106  | 18    | 5,89  | 30 |
| Markus Melerski | 2:0 | 120  | 18    | 6,67  | 32 |
| Uwe Matuszak    | 0:2 | 21   | 11    | 1,91  | 6  |
| Sven Daske      | 2:0 | 120  | 11    | 10,91 | 44 |

## Abschlusstabelle
| MP    | Match Points (Sieger = 2; Unentschieden = 1; Verlierer = 0) |
| Pkte. | Erzielte Karambolagen                                       |
| Aufn. | Benötigte Versuche                                          |
| GD    | Generaldurchschnitt                                         |
| BED   | Bester Einzeldurchschnitt eines Spielers                    |
| HS    | Höchstserie                                                 |
|       | Bester GD des Turniers                                      |
|       | Bester ED des Turniers                                      |
|       | Beste HS des Turniers                                       |
|       | 1. Platz (Gold)                                             |
|       | 2. Platz (Silber)                                           |
|       | 3. Platz (Bronze)                                           |

| Klassement                | Klassement      | Klassement | Klassement | Klassement | Klassement | Klassement | Klassement |
| Platz                     | Name            | MP         | Pkte.      | Aufn.      | GD         | BED        | HS         |
| ------------------------- | --------------- | ---------- | ---------- | ---------- | ---------- | ---------- | ---------- |
| 1                         | Markus Melerski | 8:0        | 409        | 93         | 4,40       | 6,67       | 32         |
| 2                         | Sven Daske      | 6:2        | 426        | 68         | 6,26       | 10,91      | 44         |
| 3                         | Markus Dömer    | 2:6        | 355        | 73         | 4,86       | 5,92       | 30         |
| 4                         | Roland Gries    | 2:6        | 366        | 84         | 4,36       | 6,67       | 22         |
| 5                         | Uwe Matuszak    | 2:6        | 228        | 82         | 2,78       | 5,71       | 30         |
| Turnierdurchschnitt: 4,46 |                 |            |            |            |            |            |            |